# 圣叙尔皮斯德干邑
圣叙尔皮斯德干邑（法語：Saint-Sulpice-de-Cognac，法語發音：[sɛ̃ sylpis də kɔɲak]，意为“干邑的圣叙尔皮斯”）是法国夏朗德省的一个旧市镇，属于干邑区。2024年1月1日，圣叙尔皮斯德干邑与市镇谢尔沃-里什蒙合并为新市镇瓦勒德干邑。

## 地理
圣叙尔皮斯德干邑（45°45'35"N, 0°22'55"W）面积23.82 平方千米，位于法国新阿基坦大区夏朗德省，该省份为法国西部内陆省份，北起德塞夫勒省和维埃纳省，东临上维埃纳省，东南至多尔多涅省，南至多爾多涅省，西接滨海夏朗德省。
与圣叙尔皮斯德干邑接壤的市镇（或旧市镇、城区）包括：谢尔沃-里什蒙、卢扎克-圣安德烈、梅纳克、比里、谢拉克、米格龙、圣布里德布瓦、圣塞赛尔、勒瑟尔。
圣叙尔皮斯德干邑的时区为UTC+01:00、UTC+02:00（夏令时）。

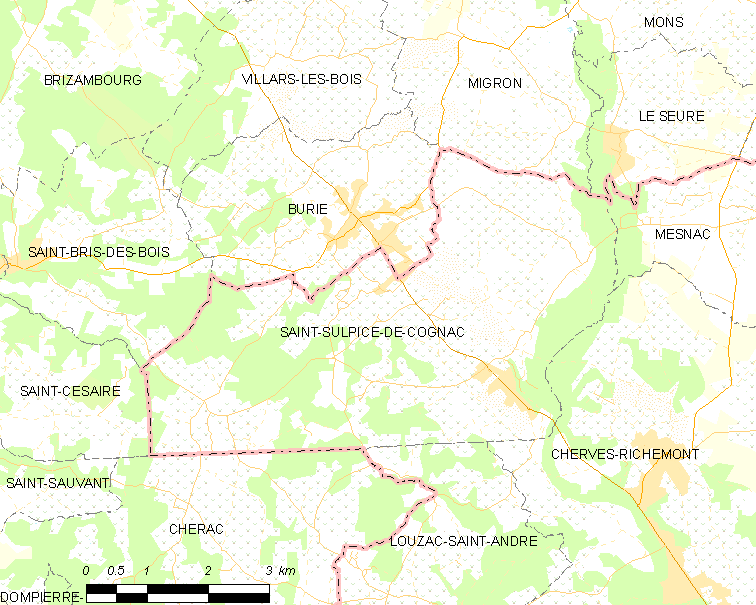
圣叙尔皮斯德干邑的OSM定位图

## 行政
圣叙尔皮斯德干邑的邮政编码为16370，INSEE市镇编码为16355。

## 政治
圣叙尔皮斯德干邑所属的省级选区为干邑第一县。

## 人口

1962-2008年间圣叙尔皮斯德干邑人口变化图示

圣叙尔皮斯德干邑于2021年1月1日时的人口数量为1183人。